# Culfa
Culfa – miasto (azer. şəhər) w zachodnim Azerbejdżanie, w Nachiczewańskiej Republice Autonomicznej. Stolica rejonu (azer. rayon) Culfa. Według stanu na 1 stycznia 2024 miasto zamieszkiwało 13,6 tys. osób. Na początku 2022 Culfa liczyła 13,5 tys. mieszkańców.
Według relacji Sefera Muratowicza z roku 1602 w Culfie było 15 000 rodzin ormiańskich. W roku 1605, zgodnie z relacjami Arakla z Tebryzu szach Abbas I Wielki nakazał wysiedlenie Ormian dżulfijskich, głównie do Isfahanu, gdzie założyli swoją dzielnicę – Dżolfa Nou.
Po dawnym mieście ormiańskim pozostał zabytkowy duży cmentarz, na którym było do 20 tys. chaczkarów. Był niszczony już w okresie komunizmu, po upadku którego zostało jeszcze 2700 płyt, będących najliczniejszym nagromadzeniem tego typu obiektów na świecie. Cała nekropolia została zniszczona przez Azerów, w tym przez wojsko azerskie w okresie od 1998 do końca 2005 r.